# Calcare di Bari
Il Calcare di Bari, noto anche come calcare di Mola, è una formazione carbonatica cretacica, alla base della successione stratigrafica delle Murge.

## Descrizione
È una roccia compatta, di colore biancastro o grigio chiaro, ben stratificata, con spessori che variano da alcune centinaia di metri a oltre 2000 metri.
Regionalmente mostra un andamento monoclinalico della stratificazione, immergente di pochi gradi verso sud-ovest.
Negli strati affioranti presenta spesso una tipica fessurazione (chianche).
Notevole è la presenza di macrofossili, soprattutto rudiste e nerinee. Presenti in abbondanza anche microfossili come Salpingoporella katzeri e Bacinella irregularis (alghe calcaree).
Si tratta di una monotona sequenza di calcari micritici microfossiliferi e di calcari dolomitici in sequenze irregolari o cicliche, ben stratificate, di colore biancastro o grigio avana, di età Turoniano - Barremiano; a diverse altezze della successione si rinvengono banchi di calcare granulare con abbondanti gusci di rudiste.  
	I calcari affiorano in strati o in banchi, a volte a struttura laminare di qualche centimetro (chiancarelle).
	In particolare l'ammasso roccioso è interessato da piani di fratturazione e fessurazione da suborizzontali a subverticali, con giunti riempiti di “terra rossa”, nonché da un accentuato stato di carsificazione con a luoghi livelli intensamente laminati, intercalati a fasce intensamente fagliate in cui i caratteri strutturali dei calcari sono completamente cancellati, con cavità carsiche riempite di terre rosse. 
	A diverse altezze stratigrafiche, si osservano strati dolomitici riconoscibili in campagna per il colore grigio e l'ineffervescenza con l'acido cloridrico diluito. 
L'ammasso calcareo si presenta ricco di fessure e fratture (diaclasi), tali discontinuità fisiche possono essere associate a due famiglie all'incirca perpendicolari tra loro, con andamento da suborizzontale (giunti di stratificazione) a subverticali (fratture).
Tali discontinuità subverticali, di larghezza variabile da 3 cm a 1 m, suddividono l'ammasso calcareo in grossi poliedri di lato variabile da 1 m a 8 m.
Tra gli strati e le fratture è possibile rinvenire orizzonti di prodotti residuali (“terre rosse”) con spessori ridotti (0,5–20 cm) che solo in pochi casi superano il metro.
La parte superficiale dell'ammasso carbonatico si presenta, generalmente alterata e carsificata; inoltre, nei primi metri di profondità, è possibile riscontrare fratture beanti (larghe anche più di un metro con presenza di sacche terra rossa) che si serrano, per la maggior parte, entro i primi metri di profondità dal piano campagna.
	L'ammasso si presenta molto anisotropo, non è raro rinvenire, a vari livelli, sacche di calcare farinoso, calcare a rudiste e/o vacuoli di dimensioni metriche in prevalenza colmati di terra rossa o da calcite di ricristallizzazione.
	Il Calcare di Bari presenta i caratteri tipici di sedimentazione in ambiente di piattaforma carbonatica, soggetta a subsidenza compensata di mare molto basso e caldo.

## Ambiente sedimentario
Il calcare di Bari si è formato nel periodo Cretacico superiore, circa 100 milioni di anni fa, e costituisce gran parte della piattaforma carbonatica apula dell'altopiano delle Murge.

## Impiego
Per la sua notevole durezza e la sua abbondanza, è questa roccia è stata sempre considerata un ottimo materiale da costruzione in tutta la Provincia di Bari. Sono realizzate con tale roccia i tipici muri a secco del paesaggio pugliese ed i celebri trulli.